# 2020-as magyar vívóbajnokság
A 2020-as magyar vívóbajnokság a száztizenötödik magyar bajnokság volt. A bajnokságot december 18. és 19. között rendezték meg Budapesten, a BOK Sportcsarnokban (a tőr selejtezőket a Gerevich Aladár Nemzeti Sportcsarnokban, a kard selejtezőket az UTE Vívóteremben).

## Eredmények
| Versenyszám          | Arany                    | Arany | Ezüst                        | Ezüst | Bronz                                                               | Bronz |
| -------------------- | ------------------------ | ----- | ---------------------------- | ----- | ------------------------------------------------------------------- | ----- |
| Férfi tőrvívás       | Dósa Dániel Törekvés SE  |       | Szemes Gergő Ferencvárosi TC |       | Frűhauf Benjamin Törekvés SETóth Gergely Törekvés SE                |       |
| Férfi párbajtőrvívás | Bakos Bálint Vasas SC    |       | Nagy Dávid Vasas SC          |       | Berta Dániel Bp. HonvédBányai Zsombor Vasas SC                      |       |
| Férfi kardvívás      | Szilágyi Áron Vasas SC   |       | Szatmári András MTK          |       | Gémesi Csanád Gödöllői EACNoseda Szabolcs Diák VE Szigetszentmiklós |       |
| Női tőrvívás         | Kondricz Kata Bp. Honvéd |       | Pásztor Flóra Törekvés SE    |       | Hajas Nóra Törekvés SEMohamed Aida Újpesti TE                       |       |
| Női párbajtőrvívás   | Kun Anna OMS-Tata VSE    |       | Szász-Kovács Emese Vasas SC  |       | Büki Lili OMS-Tata VSETóth Jázmin BVSC                              |       |
| Női kardvívás        | Pusztai Liza BVSC        |       | Szűcs Luca BVSC              |       | Keszei Kira Bp. HonvédSpiesz Anna Vasas SC                          |       |